# 馬曲温泉
馬曲温泉（まぐせおんせん）は、長野県下高井郡木島平村（旧国信濃国）にある温泉。

## 泉質
- 弱アルカリ性単純温泉
  - 源泉温度39.5℃（温泉分析年月日：平成18年9月4日）
  - 湧出量160L/分（230,400L/日）
  - 無色透明の源泉

## 温泉街

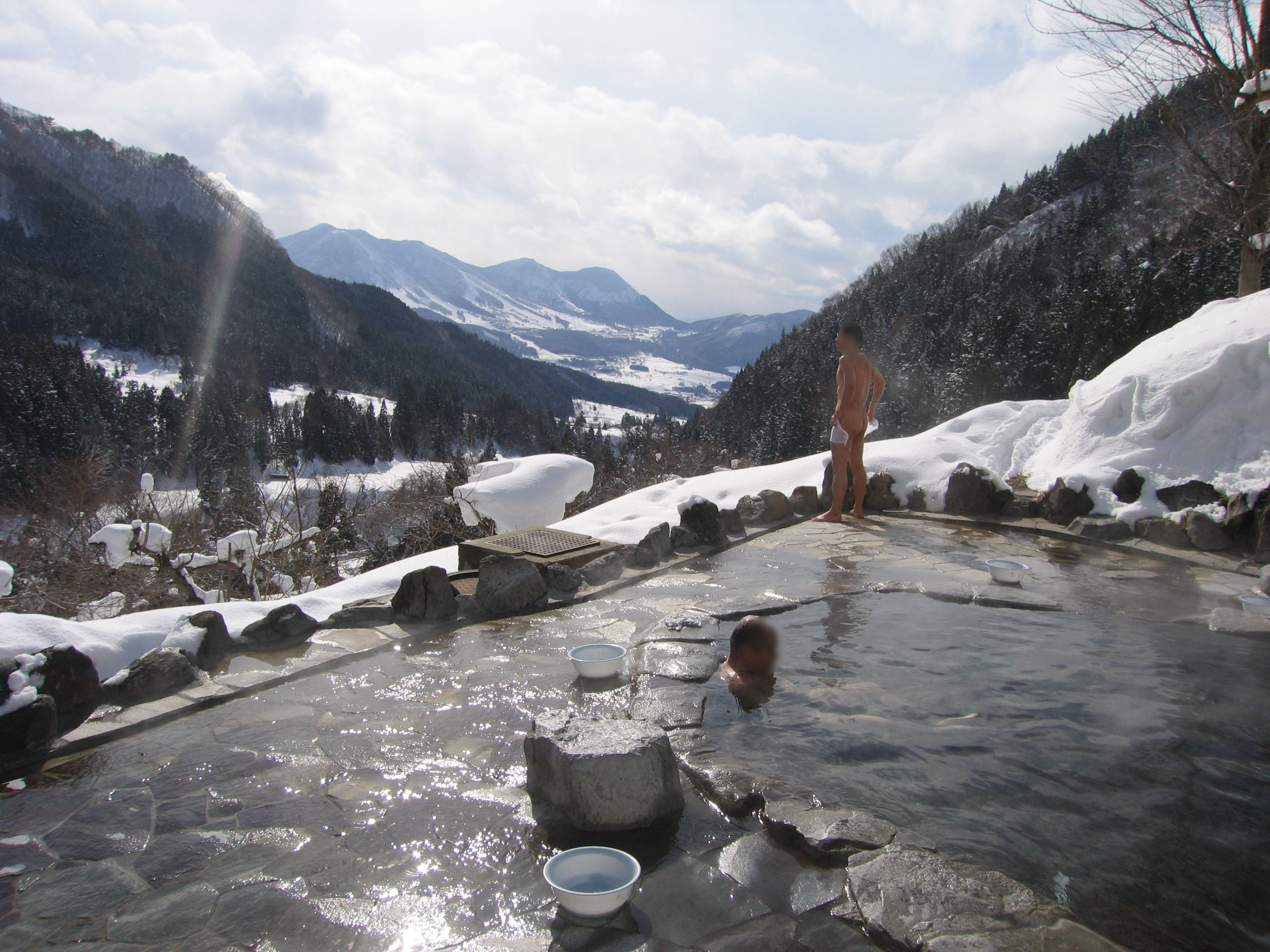
馬曲温泉からの景色

馬曲川沿いの山間部（馬曲温泉公園内）に日帰り入浴施設「馬曲温泉望郷の湯」があり、隣接して素泊まり専門の簡易宿泊施設「梨の木荘」がある。
「馬曲温泉望郷の湯」は北アルプスを見渡せる露天風呂で知られる。日本経済新聞が選定した「雪景色の素晴らしい温泉」において、東日本で一番と評価されている。

## 歴史
馬曲地区では1960年代に地質調査が行われ、温泉資源がある可能性が指摘されていた。
開湯は1982年（昭和57年）である。開湯当初は野天風呂のみの季節営業の温泉だった。しかし、通年営業の実現を求める声が上がり、温泉の近くを流れる馬曲川から取水して水力発電を行って揚水量を上げる計画を含む馬曲温泉公園建設事業が実施された。
日帰り入浴施設は1988年（昭和63年）に開業した。その後、1997年（平成9年）に梨の木荘が開設された。
第三セクターの木島平観光株式会社の民営化に伴い、2023年（令和5年）4月1日から新たな運営者が決まるまでの間、「馬曲温泉望郷の湯」を含む馬曲温泉公園の営業は休業となり、隣接する簡易宿泊施設「梨の木荘」も2023年4月1日から当分の間一時休業となった。
2023年10月31日、木島平村と長野市の株式会社BJとの間で、村の保有する馬曲温泉株式会社の株式譲渡と温泉施設等の使用貸借について契約が結ばれた。
2024年（令和6年）4月27日、馬曲温泉株式会社の運営のもと約1年ぶりに営業を再開した。

## アクセス
- 鉄道 : 飯山線飯山駅よりバスで約20分。
- 車 :上信越自動車道の豊田飯山ICを降り、国道117号線を北上。飯山市内の「中央橋西」交差点を右折して国道403号線に入る。次に「上木島」の交差点を左折。木島平村に入ると馬曲温泉の案内板が目に入るので、それに従って進む。